# 曲岭寺
28°49′01″N 100°27′09″E / 28.8169°N 100.4524°E

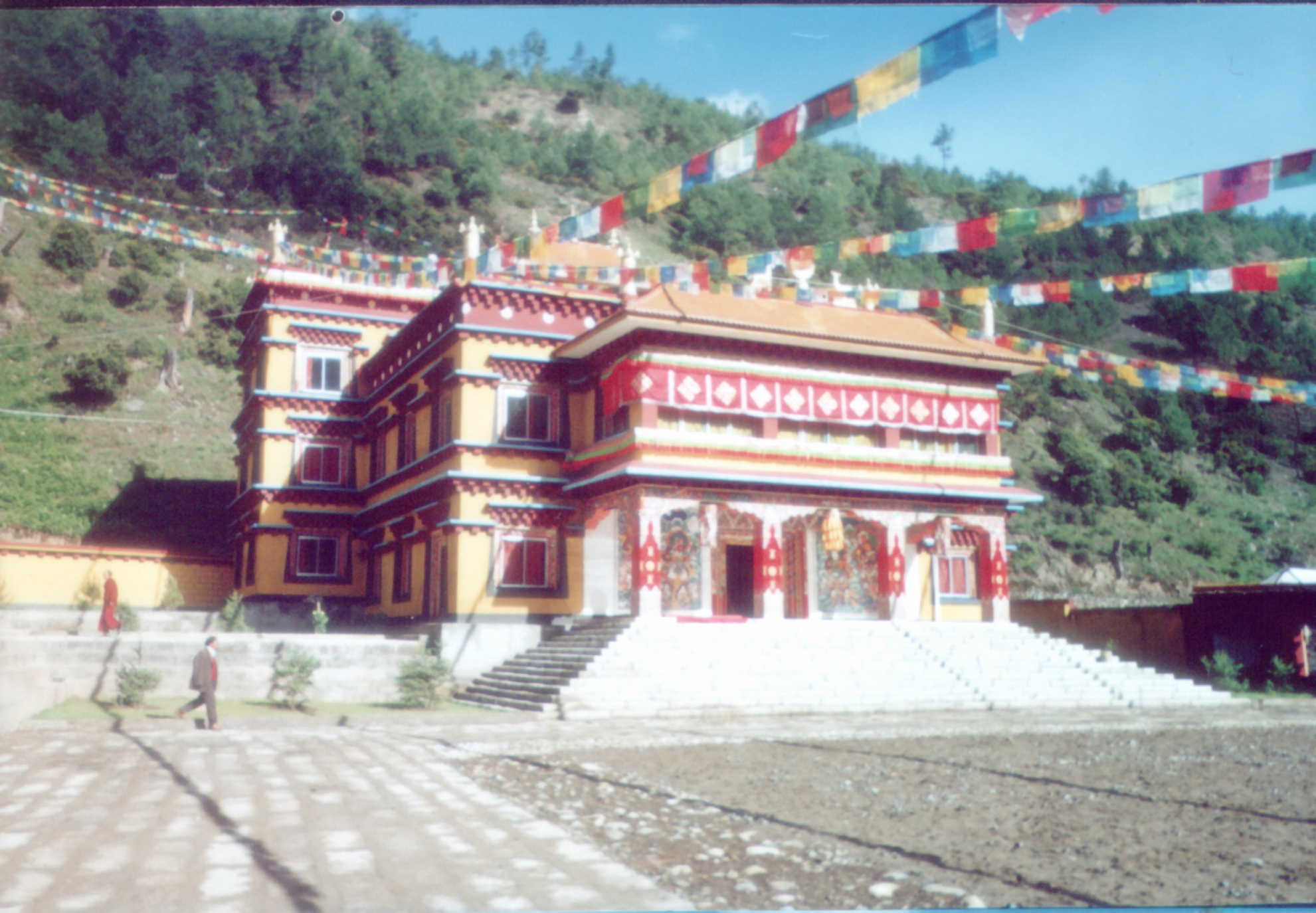
曲岭寺

曲岭寺位于中國四川省甘孜藏族自治州稻城县巨龙乡，海拔四千多米，始建于17世纪左右，后由历辈阿扎任波切扩建修造，寺院僧众百余人。在文革期间，曲岭寺被毁。目前第七世阿扎任波切主持寺院，着手寺院重建。